# Чванов, Владимир Фёдорович
Владимир Фёдорович Чванов (2 июня 1921 — 18 марта 2008, Московская область) — советский писатель, полковник. Считается прототипом В. И. Шарапова.

## Биография
Работал в уголовном розыске с 1942 году, сразу после выписки из госпиталя, куда попал с фронта Великой Отечественной войны с тяжёлым ранением, полученным в боях под Ельней. На фронт обратно не брали, так как комиссовали по ранению. Начал службу с помощника оперативного уполномоченного в Дзержинском районном 20-м отделении милиции в Марьиной Роще. Потом назначен на должность начальника уголовного розыска этого отделения. Затем по приглашению Г. Ф. Тыльнера перешёл в МУР. Занимался раскрытием самых резонансных краж, где потерпевшими были знаменитые деятели искусств СССР — скульпторы В. И. Мухина и Е. В. Вучетич, артисты Большого театра С. М. Мессерер, М. О. Рейзан, Е. В. Гельцер, дела обычно находились на контроле в ЦК КПСС. Раскрыл кражу и вернул музею в том числе похищенные награды И. В. Сталина. Занимался не только раскрытием краж, но и поиском серийных убийц, именно он вышел на такового по прозвищу «Мосгаз». В 1974 работал в Главном управлении уголовного розыска МВД СССР, руководил отделом по борьбе с организованными преступными группами. Также занимался борьбой с угонами автомобилей, обнаружил угнанный служебный автомобиль начальника Генерального штаба и ещё более полусотни автомашин.

С 1972 публикует книги о работе уголовного розыска. В последнем интервью он сказал: 
«Очень много людей сейчас попадает за решетку в силу тяжелых жизненных обстоятельств. Но им за малозначительное преступление наматывают срок на всю катушку. А настоящие бандиты гуляют на свободе. Я помню, когда ко мне приходили рецидивисты после отсидки: «Дядя Володя, помоги: жить негде, на работу не берут, баба бросила…» И мы старались помочь. И помогали. А сегодня что…»
 Похоронен на Захаровском кладбище в Одинцовском районе.

## Публикации
- Сенсаций не будет. 1972.
- Уголовного розыска воин. 1981.
- Кража. 1981.
- Соучастие. 1985.
- Тихая сатана. 1995.